# Wenus w futrze (film 2013)
Wenus w futrze (fr.  La Vénus à la fourrure) – dramat filmowy z 2013 roku w reżyserii Romana Polańskiego, na podstawie sztuki Wenus w futrze Davida Ivesa, nawiązującej do głośnej powieści Leopolda Sacher-Masocha o tym samym tytule. 
Światowa premiera filmu odbyła się 25 maja 2013 roku podczas 66. Międzynarodowego Festiwalu Filmowego w Cannes, gdzie film był nominowany do Złotej Palmy. W Polsce premierę filmu zorganizowano 8 listopada 2013 roku, a pięć dni później 13 listopada we Francji.

## Opis fabuły
Thomas (Mathieu Amalric) ma wyreżyserować w teatrze przedstawienie na podstawie XIX-wiecznej powieści „Wenus w futrze” o perwersyjnym związku. Od dłuższego czasu bezskutecznie szuka odpowiedniej aktorki. Kiedy pewnego wieczora castingi się kończą, do teatru przychodzi spóźniona Vanda (Emmanuelle Seigner). Pewna siebie, przebojowa i nieco wulgarna aktorka usiłuje przekonać reżysera, by pozwolił jej przeczytać fragment sztuki. Mężczyzna się zgadza, sam wcielając się w rolę jej uległego partnera. Para rozpoczyna grę, w której zacierają się granice między teatralną fikcją a rzeczywistością.

## Obsada
- Emmanuelle Seigner – Vanda
- Mathieu Amalric – Thomas